# Ogrodowy pustelnik

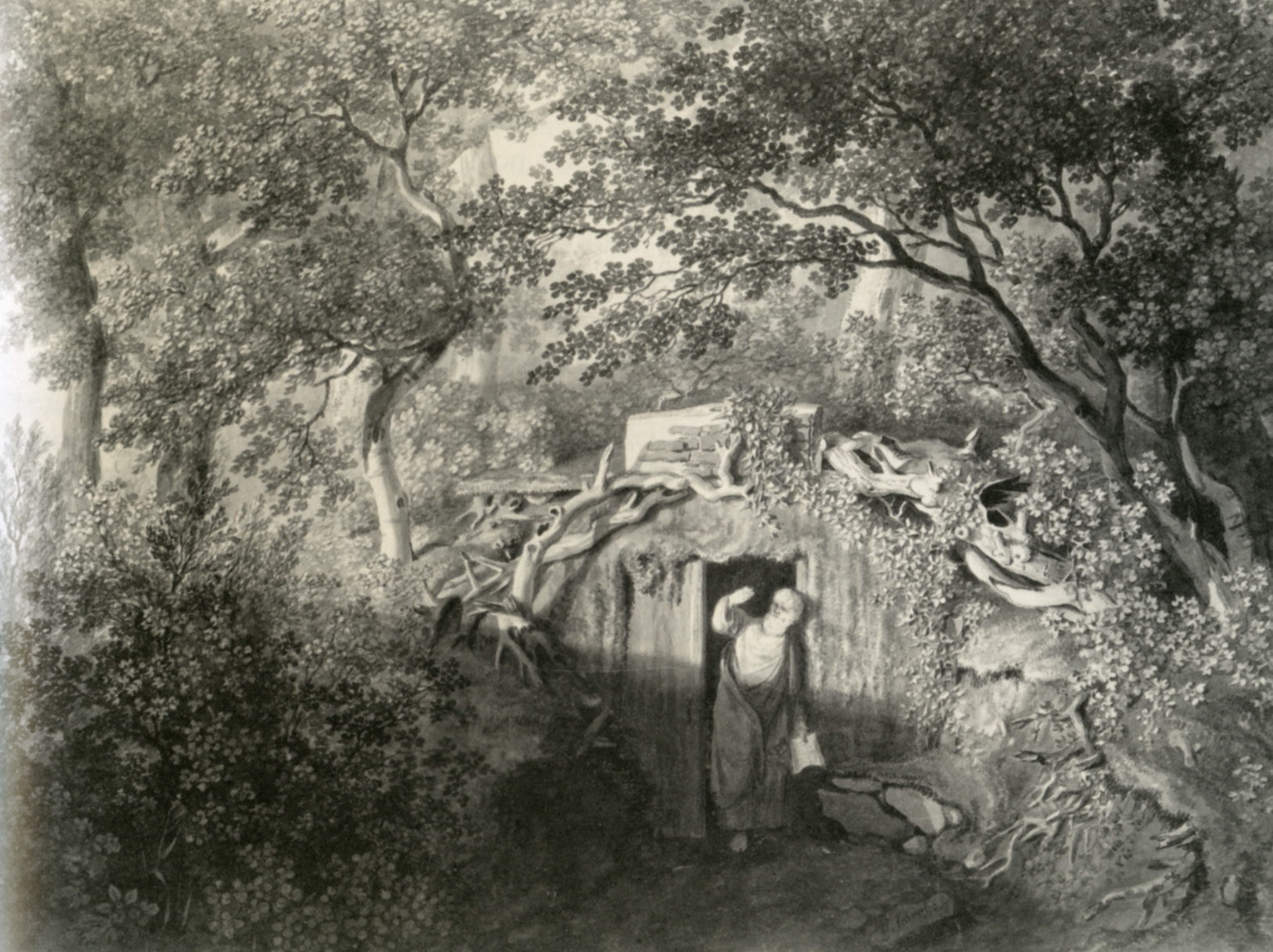
Niemiecki ogrodowy pustelnik (schyłek XVIII w.)

Ogrodowi pustelnicy lub pustelnicy ozdobni – eremici, którzy mieszkali w zbudowanych z rozmysłem pustelniach, sztucznych ruinach, grotach lub skalnych ogrodach na terenie posiadłości bogatego właściciela ziemskiego. Zjawisko występowało głównie w XVIII wieku w państwach Europy Zachodniej. Pustelnicy tacy byli nakłaniani do ubierania się jak druidzi i by byli zawsze na miejscu, gdzie opiekowano się nimi, karmiono, pytano o radę, albo oglądano dla zabawy.

## Historia
Profesor Gordon Campbell z Uniwersytetu Leicester pisze, że jednym z pierwszych był Franciszek z Paoli, który w początkach XV wieku mieszkał jako pustelnik w grocie na terenie posiadłości własnego ojca. Później został powiernikiem i doradcą króla Karola VIII. Od tego czasu na dworach książąt i innych wielmożów Francji budowano często małe kaplice lub inne budynki, gdzie zamieszkiwali pobożni pustelnicy. Według Campbella pierwszą znaną posiadłością z pustelnią (na którą składały się domek i kapliczka w ogrodzie) był zamek Gaillon w Górnej Normandii, odnowiony w XVI wieku przez kardynała Karola de Bourbon.
W kręgach brytyjskiej arystokracji  ogrodowi pustelnicy stali się popularni na przełomie XVIII i XIX wieku. Ówczesne źródła zdają się wskazywać, że rodzina Weldów utrzymywała ozdobnego eremitę w specjalnie dlań wybudowanej pustelni na terenie rodowej posiadłości w hrabstwie Dorset. Dla równowagi Weldowie wznieśli również „fortyfikacje“ i „port” po przeciwnej stronie przyzamkowego jeziora. Również niektóre parki Anglii zatrudniały pustelników dla ozdoby.
Ten trend utrzymywał się do lat trzydziestych XIX wieku, kiedy popularność pomysłu zaczęła maleć i pojawiły się nowe koncepcje urządzania parków i otoczenia posiadłości.

## Istota koncepcji
Nawet w XVIII i XIX wieku ogrodowe pustelnie wydawały się ekscentrycznymi nowinkami. Na popularności zyskały groty, miejsce ucieczki ku medytacjom, odpoczynkowi i przemyśleniom. W świecie postępującej industrializacji kontemplacyjne ogrodowe medytacje zdawały się być ekstrawagancją. Brak wolnego czasu w połączeniu ze wzrostem dochodów, popularność „naturalnego” ogrodnictwa krajobrazowego oraz rozkwit kultury neoklasycyzmu stworzyły warunki, w których idea ogrodowych pustelni zatriumfowała.
W początkowym okresie pustelnicy byli raczej aluzją niż personifikacją; niewielki stół i krzesło, okulary i książka z klasycznym tekstem przed malowniczą ruiną mogły sugerować, że w tym miejscu mieszkał eremita. Później wrażenie eremitów zastąpili pustelnicy żywi – ludzie wynajęci celem zamieszkania w niewielkiej budowli i funkcjonowania jak każda inna ozdoba ogrodu. Czasami proszono eremitów, by byli dostępni dla gości odpowiadając na pytania lub udzielając rad. W niektórych przypadkach jednak pustelnicy nie kontaktowali się z gośćmi, będąc niemymi aktorami żywej dioramy. 
Za swe usługi ludzie ci otrzymywali – oprócz pożywienia i kwatery – niewielkie sumy pieniędzy.

## W kulturze
- Sztuka Tom Stopparda Arcadia (1993) opowiada o sprawie ogrodowego pustelnika, którą próbuje rozwiązać główny bohater
- Narratorem w powieści The Bee-Loud Glade (2011) Steve Himmera jest ozdobny eremita